# Povolání učedníků

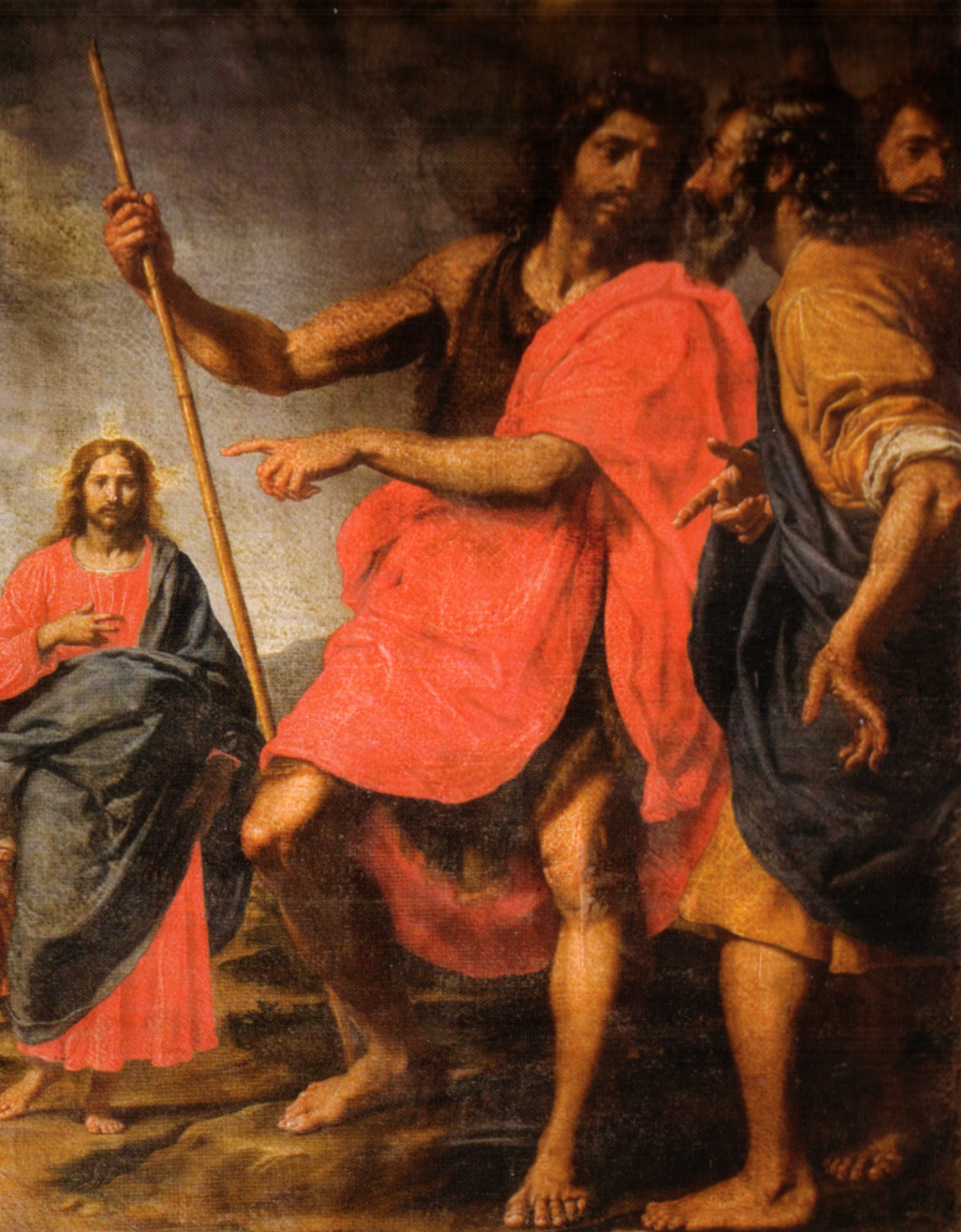
Ježíš (vlevo) je Janem Křtitelem představen jako Beránek Boží, který snímá hříchy světa –. Obraz ze 17. století od Vanniniho.

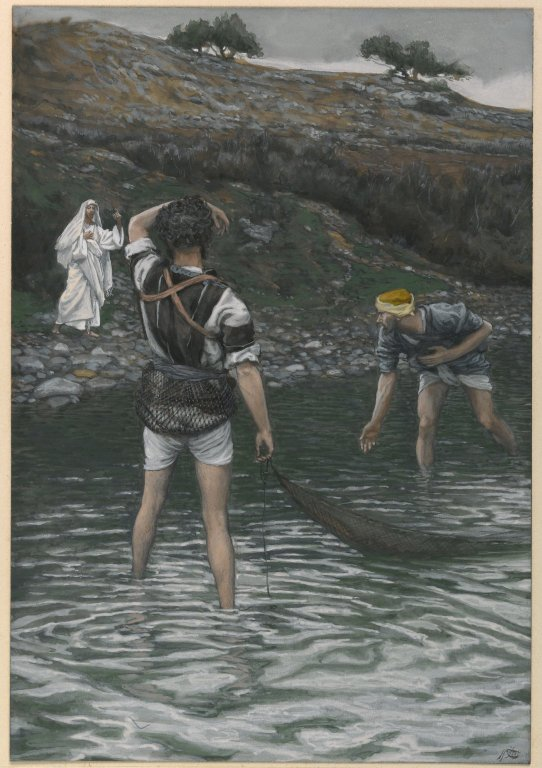
James Tissot, Povolání Petra a Ondřeje

Povolání učedníků je klíčovou epizodou Ježíšova života v Novém zákoně. Objevuje se u Matouše – Mt 4, 18–22 (Kral, ČEP), Marka – Mk 1, 16–20 (Kral, ČEP) a Lukáše – Lk 5, 1–11 (Kral, ČEP) u Galilejského jezera. Jan 1, 35–51 (Kral, ČEP) podává zprávu o prvním setkání se dvěma učedníky o něco dříve v přítomnosti Jana Křtitele. Zejména v Markově evangeliu jsou začátek Ježíšova působení a povolání prvních učedníků neoddělitelné.

## Janovo evangelium
V Janově evangeliu jsou prvními učedníky také učedníci Jana Křtitele a jeden z nich je ztotožněn s Ondřejem, bratrem apoštola Petra: 
Druhého dne tam byl opět Jan s dvěma ze svých učedníků. Spatřil Ježíše, jak jde okolo, a řekl: „Hle, beránek Boží.“   Ti dva učedníci slyšeli, co řekl, a šli za Ježíšem... Ondřej, bratr Šimona Petra. Vyhledal nejprve svého bratra Šimona a řekl mu: „Nalezli jsme Mesiáše (což je v překladu: Kristus).
Petr je nazýván skálou. Řecky Protokletos neboli „první povolaný“.
Shromáždění učedníků v Jan 1, 35–51 (Kral, ČEP) navazuje na mnohé vzory učednictví, které se v Novém zákoně objevují i nadále, a to v tom smyslu, že ti, kdo přijali svědectví někoho jiného, se sami stávají Ježíšovými svědky. Ondřej následuje Ježíše díky svědectví Jana Křtitele, Filip přivádí Natanaela a tento vzor pokračuje i v Jan 4, 4–41 (Kral, ČEP), kde Samaritánka u studny svědčí o Ježíši lidem z města.

## Matoušovo a Markovo evangelium
Matoušovo a Markovo evangelium podávají zprávu o povolání prvních učedníků u Galilejského jezera:
Když procházel podél Galilejského moře, uviděl dva bratry, Šimona, zvaného Petr, a jeho bratra Ondřeje, jak vrhají síť do moře; byli totiž rybáři. Řekl jim: „Pojďte za mnou a učiním z vás rybáře lidí.“ Oni hned zanechali sítě a šli za ním.   O něco dále uviděl jiné dva bratry, Jakuba Zebedeova a jeho bratra Jana, jak na lodi se svým otcem Zebedeem spravují sítě; a povolal je.  Ihned opustili loď i svého otce a šli za ním.

## Lukášovo evangelium
Lukášovo evangelium také uvádí povolání u Galilejského jezera, ale spolu s prvním zázračným rybolovem. Ve všech evangeliích se tato epizoda odehrává po Ježíšově křtu.

## Komentář
John McEvilly poznamenává, že Ježíš si vybral své následovníky a zástupce z „pošetilých, nízkých a opovrženíhodných věcí tohoto světa“, aby ukázal, že úspěch evangelia je zcela „dílem Božím, a ne lidským“. Domnívá se, že Ježíš při „chození“ – Mt 4, 18 (Kral, ČEP) rozjímal o způsobu, jakým by mohl založit a upevnit nebeské království.
Cornelius a Lapide komentuje větu: „Od této chvíle budeš lovit lidi“ – Lk 5, 10 (Kral, ČEP) a poznamenává, že řecké ζωγρῶν znamená „chytat je živé, chytat je na celý život“. Svatý Ambrož překládá tento verš slovy „učinit je živými“, jako by Kristus řekl: „Rybáři chytají ryby pro smrt, aby je zabili, ale ty, Petře, budeš chytat lidi pro život, aby začali nový život a žili Bohu ve svatosti.“